# Wimbern
Wimbern ist ein Ortsteil der Gemeinde Wickede (Ruhr), die dem nordrhein-westfälischen Kreis Soest angehört.

## Größe und Lage
Wimbern hat eine Fläche von 5,55 km² und 1170 Einwohner zum 31. Januar 2019. Die Bevölkerungsdichte beträgt somit 211 Einwohner pro km².
Wimbern ist stark landwirtschaftlich geprägt und ist der südlichste Ortsteil der Gemeinde Wickede. Hier befindet sich mit dem Bellingser Berg (241,3 m über NN) auch der höchste Punkt Wickedes.
Der Wimberbach ist über weite Strecken zum Naturschutzgebiet erklärt worden.

## Geschichte
In Wimbern wurden Spuren aus der Jungsteinzeit gefunden. Der erste schriftliche Nachweis über Wimbern findet sich in der kleinen Isenberger Vogteirolle, die vor dem Jahre 1220 entstanden ist.
Während der Mendener Hexenprozesse von 1628 bis 1631 wurden zwei Wimberner Männer als Hexer hingerichtet: Blesien Billi, der Frohne, und Franz Hellmich, der Lahme. Am 29. Oktober 1628 legten sie unter der Folter das verlangte Hexenbekenntnis ab, konnten aber aus dem Gefängnis im Turm der Stadtmauer fliehen. Sie stellten sich nach einigen Tagen freiwillig dem Gericht, um ihre Familien vor Vergeltungsmaßnahmen zu schützen, und wurden am 2. Dezember 1628 hingerichtet. Der Rat der Stadt Menden beschloss am 14. Dezember 2011 einstimmig, die in Menden verurteilten Opfer der Hexenprozesse zu rehabilitieren.
1816 wurde Wimbern zu einer wichtigen Station im Post-Transport des Postdienstes von Thurn und Taxis. Im ersten Postvertrag, den der von der Oberpostdirektion Arnsberg als preußischer Organisations-Kommissar eingesetzte Postsekretär Duesberg mit Severin Christoph Schlünder schloss, ist festgehalten, dass letztgenannter die „Posthalterey als Mittelstation zwischen Arnsberg, Soest und Iserlohn übernimmt und sich verbindlich macht, alle diese Station betreffenden Extraposten, Stafetten und Couriere, welche bei ihm wechseln, schleunigst und höchstens nach Ablauf einer Stunde weiter zu befördern.“ 1870 war die Ära der Postkutschen bereits beendet, als die Eisenbahn gebaut wurde und damit Wickede mit dem neu erbauten Bahnhof ein zentraler Umschlagplatz wurde.
Die alte Poststation, die zwischen 1822 und 1824 entstanden ist, beherbergt heute ein Hotel und eine Gaststätte.
Die Gemeinde Wimbern gehörte ehemals zum Amt Menden, Landkreis Iserlohn. 
Seit dem 1. Juli 1969 ist Wimbern auf Grund des Gesetzes zur Neugliederung des Landkreises Soest und von Teilen des Landkreises Beckum ein Ortsteil der Gemeinde Wickede (Ruhr) im Kreis Soest.

## Ehemaliges Marienkrankenhaus Wickede-Wimbern
Ab Ende 1942 wurde im Zuge der „Aktion Brand“ ein Barackenkrankenhaus errichtet. Dieses sollte als Ausweichkrankenhaus zur Unterbringung der Kranken und Verwundeten für die Städte Bochum, Dortmund und Hagen dienen. Die Baracken trugen den Namen „Sonderanlage Ruhr – Sauerland“. In ihnen waren Krankenräume mit 550 Betten und ärztliche Einrichtungen untergebracht. Entgegen anders lautenden Berichten wurde das Barackenkrankenhaus nicht von den Nationalsozialisten für ihr Euthanasie-Programm verwendet. Dazu erklärte der Oberstaatsanwalt Maaß als Leiter der Zentralstelle im Lande Nordrhein-Westfalen für die Bearbeitung von nationalsozialistischen Massenverbrechen bei der Staatsanwaltschaft Dortmund: 

„Die Ermittlungen haben zureichende Anhaltspunkte für Tötungsdelikte – insbesondere Euthanasie-Tötungen – nicht erbracht.“

Die Massengräber, die 2006 auf dem Gelände des Friedhofes in Barge gefunden wurden, waren zunächst mit dem Euthanasie-Programm in Verbindung gebracht worden; später stellte sich aber heraus, dass diese Gräber ein Ergebnis von eiligen Beisetzungen aus dem Krankenhaus in den Kriegswirren waren. Keiner der Toten war ein Mordopfer.
Nach dem Zweiten Weltkrieg pachtete der Kreis Iserlohn die Anlage, ehe der Krankenhaus-Betrieb Anfang des Jahres 1950 eingestellt wurde. Die Steyler Missionsschwestern übernahmen schließlich im November 1950 das Barackenkrankenhaus und eröffneten es am 1. Januar 1951 unter dem neuen Namen Herz-Mariä-Krankenhaus.
Im Zuge des Krankenhaus-Neubaus in den späten 1960er-Jahren wurde den Steyler Missionsschwestern vom Land Nordrhein-Westfalen die Auflage erteilt, auf dem gleichen Gelände eine Pockenstation für das Land NRW zu errichten. Am 12. Februar 1969 wurde diese von Pater Gottschlich eingeweiht. Am 15. Januar 1970 erfolgte der erste Pockenalarm. Tags darauf wurde der erste Infizierte eingeliefert. Ein 20-jähriger hatte die Pocken in das nördliche Sauerland eingeschleppt. Bei dem Pockenausbruch in Meschede wurden insgesamt 20 Personen infiziert. Die Erkrankten wurden im Marienhospital in Wimbern isoliert.  Nachdem die Weltgesundheitsorganisation 1980 die Pocken für ausgerottet erklärt hatte, wurde die Station zum Alten- und Pflegeheim St. Raphael umgebaut.
Das Krankenhaus musste zum 31. Dezember 2011 aus wirtschaftlichen Gründen den Betrieb einstellen und wurde abgewickelt. Seit 2015 ist im ehemaligen Krankenhaus eine Zentrale Unterbringungseinheit für Flüchtlinge eingerichtet. Das Alten- und Pflegeheim St. Raphael wird weiterhin vom Deutschen Orden als Seniorenzentrum betrieben.

## Ehemaliges Kloster Heilig-Geist
Die Steyler Missionsschwestern erwarben 1950 auf einen Hinweis der beiden Wimberner Ordensgeistlichen P. Josef Schröder und P. Josef Bilge von Max Freiherr von Boeselager aus dem Voßwinkeler Schloss Höllinghofen den Grund und Boden für das Heilig-Geist-Kloster. Sie bezogen es nach zweijähriger Bauphase im Frühjahr 1956. Am 2. Mai 1956 weihte Erzbischof Jaeger die Klosterkirche. Ende März 2024 wurde das Kloster geschlossen. Die Klosterkirche wurde profaniert.

## Wappen
Am 15. April 1937 wurde der damals eigenständigen Gemeinde Wimbern das Wappen verliehen. Die offizielle Beschreibung lautet: "Von Silber und Rot geteilt; oben ein halbes rotes Mühlrad mit neun schwarzen Schaufeln, unten ein gestürztes [auf den Kopf gestelltes] Faßeisen." Das Mühlrad weist zudem hin auf die alte Mühlentradition am Mühlenbach (Graberbach). Das untere Feld entspricht dem Wappen des alten Amtes Menden, wobei das gestürzte Faßeisen einem alten Gerichtssiegel des Kurkölnischen Gerichts Menden aus dem 18. Jahrhundert entnommen ist. Die Farben Rot und Silber stehen für Westfalen.

## Persönlichkeiten
- Gerhard Eikenbusch (* 1952 in Wimbern), deutscher Pädagoge und Schriftsteller
- Volker Fleige (* 1957 in Wimbern), 2009 bis 2015 Bürgermeister der Stadt Menden
- Matthias Machnig (* 1960 in Wimbern), deutscher Politiker (SPD)
- Stefan Neuhaus (* 1965 in Wimbern), Germanist und Professor

## Belege
1. ↑  Gemeinde Wickede (Ruhr): Zahlen, Daten & Fakten, abgerufen am 21. Januar 2020
2. ↑  http://www.abu-naturschutz.de/schutzgebiete_so/SO-066.html
3. ↑  Eberhard Goeke: Zur Geschichte Wimberns bis 1890. In: schuetzen.mccarron.de. Abgerufen am 21. Juli 2022.
4. ↑  Westfalenpost vom 15. Dezember 2011
5. ↑  Die Post kommt nach Wimbern. In: wimbern.info. Abgerufen am 26. Februar 2024 (deutsch).
6. ↑  Die Bahn kam, die Post ging. In: wimbern.info. Abgerufen am 26. Februar 2024 (deutsch).
7. ↑  Die Poststation entsteht. In: wimbern.info. Abgerufen am 26. Februar 2024 (deutsch).
8. ↑  Martin Bünermann: Die Gemeinden des ersten Neugliederungsprogramms in Nordrhein-Westfalen. Ein Handbuch zur kommunalen Neugliederung mit systematischen Übersichten und Verzeichnis der neuen und der aufgelösten Gemeinden. Deutscher Gemeindeverlag, Köln 1970, S. 93.
9. ↑  Die Steyler prägen Wimbern. In: wimbern.info. Abgerufen am 26. Februar 2024 (deutsch).
10. ↑  Theo Bönemann: Urteil zum staatsanwaltschaftlichen Ermittlungsverfahren im Fall der Gräberfunde in Wimbern/Barge. In: Sauerland. Zeitschrift des Sauerländer Heimatbundes. Nr. 1/ März 2008, S. 34–37 (PDF-Datei, 1,92 MB (Memento des Originals vom 22. April 2018 im Internet Archive)  Info: Der Archivlink wurde automatisch eingesetzt und noch nicht geprüft. Bitte prüfe Original- und Archivlink gemäß Anleitung und entferne dann diesen Hinweis.), ZDB-ID 400848-0.
11. ↑  Die Steyler prägen Wimbern. In: wimbern.info. Abgerufen am 26. Februar 2024 (deutsch).
12. ↑  Die Welt blickt nach Wimbern - Pockenalarm. In: wimbern.info. Abgerufen am 26. Februar 2024 (deutsch).
13. ↑  Als Wimbern im Blickpunkt der Weltöffentlichkeit stand. In: wimbern.info. Abgerufen am 26. Februar 2024 (deutsch).
14. ↑  Durchs Fenster. In: Der Spiegel. Nr. 7, 1970 (online).
15. ↑  Homepage des Krankenhauses mit Einstellungsmitteilung, abgerufen am 6. Februar 2013
16. ↑   https://www.altenheim-wickede.de Seniorenzentrum St. Raphael
17. ↑  Wimbern in den letzten 100 Jahren. In: schuetzen.mccarron.de. Abgerufen am 21. Juli 2022.
18. ↑  Kloster schließt für immer: Ordensschwestern und Mitarbeiter verlassen Wickede. 16. Mai 2023, abgerufen am 17. Mai 2023.
19. ↑  Chronik. In: schuetzen.mccarron.de. Abgerufen am 21. Juli 2022.